# Asturias, Cebu
Asturias là một đô thị hạng 1 ở bờ tây bắc tỉnh Cebu, Philippines. Theo điều tra dân số năm 2008, đô thị này có dân số of 80.798 người.

## Các đơn vị dân cư
Asturias được chia thành các đơn vị hành chính gồm 27 khu dân cư (khu phố) (barangay). Trong số này có 7 barangay ở ven biển.
| - Agbanga - Agtugop - Bago - Bairan - Banban - Baye - Bog-o - Kaluangan - Lanao - Langub - Looc Norte - Lunas - Magcalape - Manguiao | - New Bago - Owak - Poblacion - Saksak - San Isidro - San Roque - Santa Lucia - Santa Rita - Tag-amakan - Tagbubonga - Tubigagmanok - Tubod - Ubogon |

Bản mẫu:Cebu